# Viadukt Črni Kal
Viadukt Črni Kal je z dolžino 1061 metrov najdaljši in največji premostitveni objekt na avtocesti A1 Maribor - Ljubljana - Koper, pa tudi na slovenskem cestnem omrežju sploh. Najvišji steber je visok 87,5 metra, skupaj z voziščno (prekladno) konstrukcijo pa 95 metrov. Nad voziščno konstrukcijo je vgrajena 1,2 metra visoka odbojna ograja, ki preprečuje padec z viadukta ter nanjo do 3 metre visoka protivetrna ograja. Je največji in najdaljši premostitveni objekt na slovenskih cestah in eden izmed največjih slovenskih objektov nasploh. Preseže ga le nekaj dimnikov na čelu s trboveljskim. S petimi koraki in v horizontalnem radiju 800 metrov premošča Osapsko dolino, umeščen pa je nad vasjo Gabrovica. Z njegovo izgradnjo je bil odpravljen problem spusta avtoceste z nadmorske višine 420 metrov na slovensko obalo, za kar so v letih 1994-1999 preučevali več kot 70 različnih potekov avtoceste.
Viadukt je projektiral mariborski inženirski biro Ponting, odgovorni projektant je bil Marjan Pipenbaher, ob sodelovanju arhitekta Janeza Koželja. Investitor gradnje je bila Družba za avtoceste v Republiki Sloveniji (DARS), izvajalca pa SCT in Primorje, ki sta ga pričela graditi septembra 2001. Prometu so ga predali 23. septembra 2004, ob slovesnosti odprtja je na njem igral Pihalni orkester Koper in Simfonični orkester RTV Slovenija.
Sicer pa je bil viadukt prvič v celoti povezan 23. maja 2004, ko so prek njega zapeljali udeleženci kolesarske dirke Giro d'Italia. 
Spodnjo konstrukcijo viadukta sestavljata dva krajna opornika in enajst stebrov, od katerih je pet nizkih dvojnih stebrov, visokih od 10 do 27 metrov, preostalih šest je visokih enojnih stebrov, ki se v zgornjem delu razcepijo v obliki črke »Y«. Največja višina stebra je 87,5 metrov, skupaj z voziščno konstrukcijo pa 95 metrov. Največji razpon med stebri je 140 metrov, statični razponi so 80 + 120 + 3 x 140 + 120 + 75 + 60 + 3 x 50 + 40 metrov. Skupna širina viadukta je 26,5 metra, voziščni konstrukciji sta med seboj ločeni. Stalni prečni nagib konstrukcije je 5,5 % s stalnim vzdolžnim padcem 2,7 %, zaradi česar pas za počasna vozila na viaduktu ni potreben.
V viadukt Črni Kal je bilo vgrajenih 50.000 kubičnih metrov betona, 8.000 ton armaturnega jekla in 1.300 ton kablov za prednapenjanje. Površina viadukta je 28.172 kvadratnih metrov, pogodbena vrednost gradbenih del je ob sklenitvi pogodbe (2001) znašala 4,5 milijarde slovenskih tolarjev.
Pošta Slovenije je 15. septembra 2004 izdala spominsko poštno blok znamko z nominalno vrednostjo 95 SIT, kar zadošča za poštnino za tujino, hkrati pa številka 95 predstavlja višino najvišjega stebra.